# Жером Феррарі
Жером Феррарі́ (фр. Jérôme Ferrari; нар. 1968, Сартен) — французький письменник та перекладач. Лауреат Гонкурівської премії 2012 року за роман «Проповідь на падіння Риму». 

## Біографія
Уродженець містечка Сартен (Корсика). Феррарі викладав філософію в різних навчальних закладах: на Корсиці в ліцеї Порто-Веккьйо, потім протягом декількох років в міжнародному ліцеї Олександра Дюма в Алжирі, і після цього в ліцеї міста Аяччо. Останнім часом він професор філософії у французькій школі Абу-Дабі. 2012 року одержав Гонкурівську премію за роман «Проповідь на падіння Риму», проте журі не було одностайним: за Феррарі проголосували 5 з 9 членів журі. Решту 4 голосів отримав роман «Чума і холера» Патріка Девілля.

## Твори
- 2012 Le Sermon sur la chute de Rome (Проповідь на падіння Риму)
- 2010 Où j 'ai laissé mon âme (Там, де я залишив душу)
- 2009 Un dieu un animal (Бог тварина)
- 2008 Balco Atlantico
- 2007 Dans le secret (У секреті)
- 2002 Aleph zéro

## Визнання
- 2012: Гонкурівська премія, Le Sermon sur la chute de Rome
- 2010: Grand Prix Poncetton, Où j'ai laissé mon âme
- 2010: Prix Roman France Télévisions, Où j'ai laissé mon âme
- 2009: Prix Landerneau, Un dieu un animal

## Громадська позиція
У 2017 підписав петицію до президента Росії з вимогою звільнити українського режисера Олега Сенцова